# Tell the People
Tell The People é o primeiro EP de Mazgani, mas o seu segundo trabalho depois do álbum de estreia Song of the New Heart. No site da gravadora é possível fazer o download completo do ep. Foi lançado em conjunto, mas em edição internacional, o EP Ladies and Gentlemen, Introducing... Mazgani.

## Faixas
1. Thirst
2. Rebel Sword
3. Loving Guide
4. Broken Tree
5. Dust in the Sun

## Créditos
- Shahryar Mazgani

Voz, Pés, Palmas e Guitarra Eléctrica
- Pedro Gonçalves

Contrabaixo, Guitarra Eléctrica, Acústica e Barítono, Lap, Steel, Percussão, Theremin, Bateria e Coro

### Músicos Convidados
- Hélder Nelson

Palmas e Pés
- Hugo Monteiro

Tarola
- Fábio Veiga

Tarola
- Nuno Almeida

Bombo